# 윌리엄 플레이페어

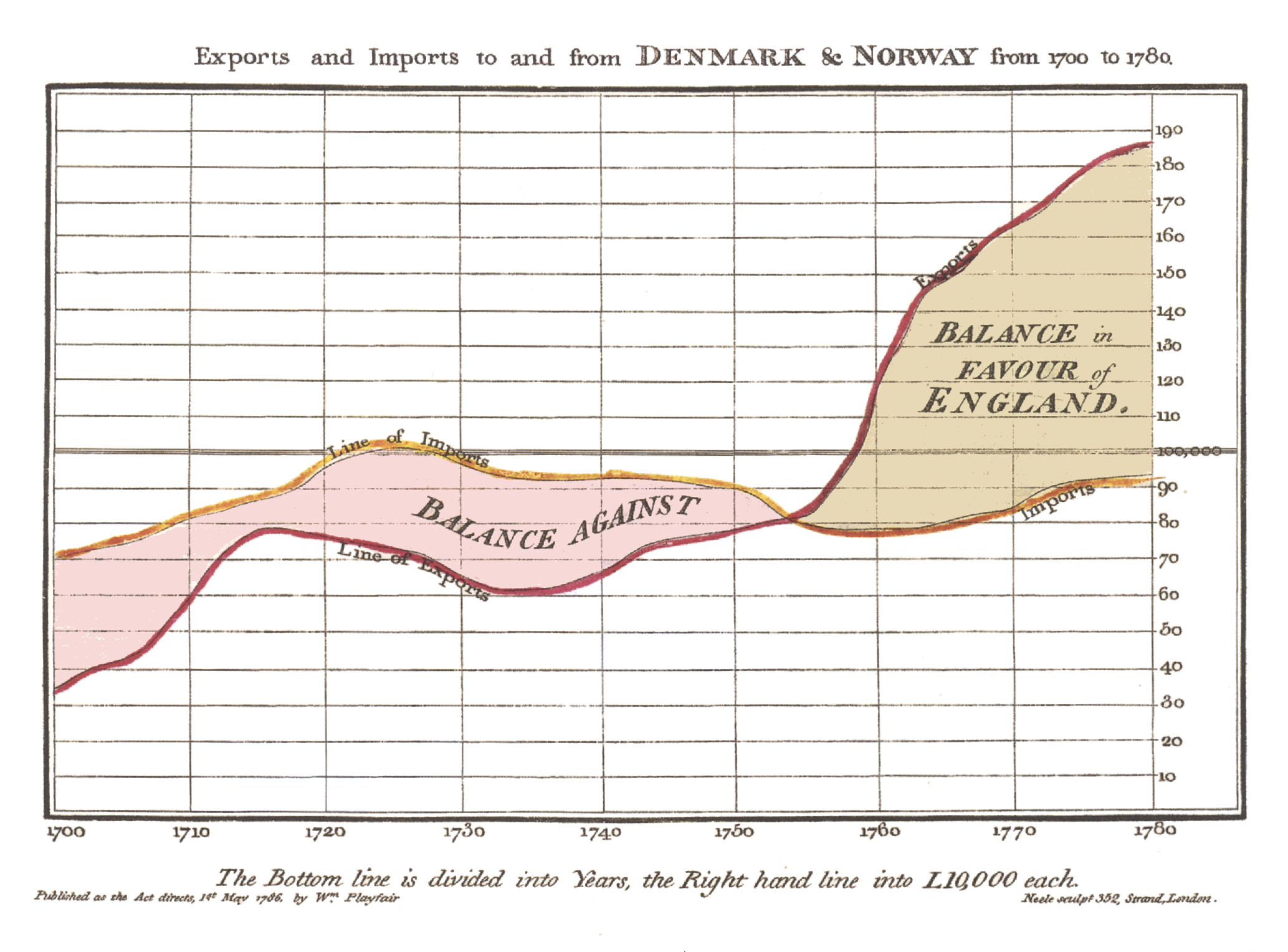
플레이페어의 경제와 정치의 지도에 실린 무역 수지 시계열 차트, 1786

윌리엄 플레이페어(1759년 9월 22일–1823년 2월 11일)는 스코틀랜드의 엔지니어이자 정치 경제학자이며 그래픽을 통한 통계 분석법의 주창자이다. 윌리엄 플레이페어는 몇몇 다이어그램 유형을 발명했다. 1786년에는 경제 데이터를 선과 면, 막대그래프로 표현했고, 1801년에는 전체와 부분의 관계를 나타내고자 원그래프를 사용했다.

## 업적

### 막대그래프
플레이페어가 처음 성과를 내기 20년 전인, 1765년에 조지프 프리스틀리는 타임라인 차트에서 혁신을 일궈냈다. 이 차트에서 각 막대는 한 사람의 수명을 나타내고, 전체 그래프는 여러 사람의 수명을 비교하는 데 사용할 수 있다. 제임스 R. Beniger와 로빈에 따르면(1978년) "프리스틀리의 타임라인은 상업적 성공과 대중적 환호를 이끌었으며 수많은 변종을 낳았다.
이 타임라인 차트는 이후 윌리엄 플레이페어의 막대그래프에 영향을 끼쳤다. 1786년 출간된 경제와 정치의 지도(Commercial and Political Atlas)에서 플레이페어는 자신이 발명한 막대그래프를 선보였다. 제임스 R. Beniger와 로빈에 따르면(1978) "데이터가 부족했던 것이 오히려 플레이페어의 막대그래프 발명을 이끌어냈다. 플레이페어는 여러 국가의 수출입에 대한 몇 해 동안의 데이터를 수집했고, 이를 꺾은선 그래프나 표면 차트(가로축과 함수 사이가 음영 처리 또는 색조로 표현된 라인 그래프)로 표현했다. 스코틀랜드 데이터가 부족했기 때문에, 플레이페어는 한 해의 무역 데이터를 열 일곱 개의 국가 각각에 대해 수출과 수입으로 나눠 34개의 막대로 표현했다."
이 막대그래프에는 1781년에 스코틀랜드와 무역한 열 일곱 개 국가의 수출입이 표현되어 있다. "이 막대그래프는 공간 위에 데이터를 나열하지 않은 최초의 정량적 그래픽 형태다."